# Liste von Persönlichkeiten der Stadt Auckland
Die Liste von Persönlichkeiten der Stadt Auckland enthält in Auckland geborene Persönlichkeiten sowie solche, die in Auckland gewirkt haben, dabei jedoch andernorts geboren wurden. Die Liste erhebt keinen Anspruch auf Vollständigkeit.

## In Auckland geborene Persönlichkeiten

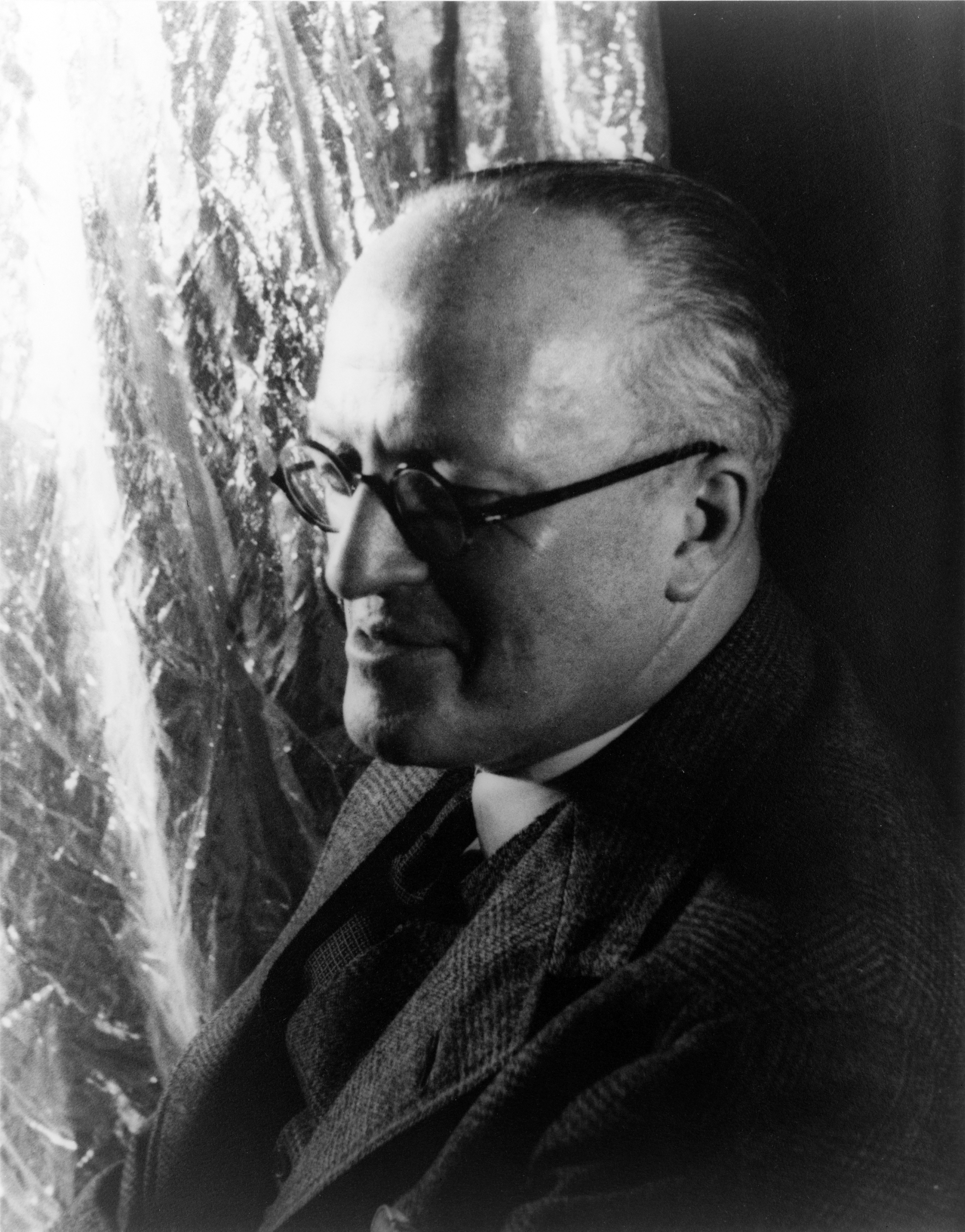
Hugh Walpole

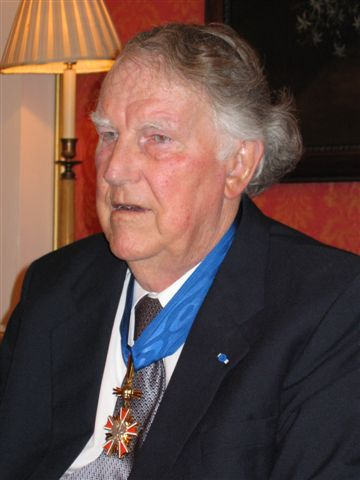
Edmund Hillary

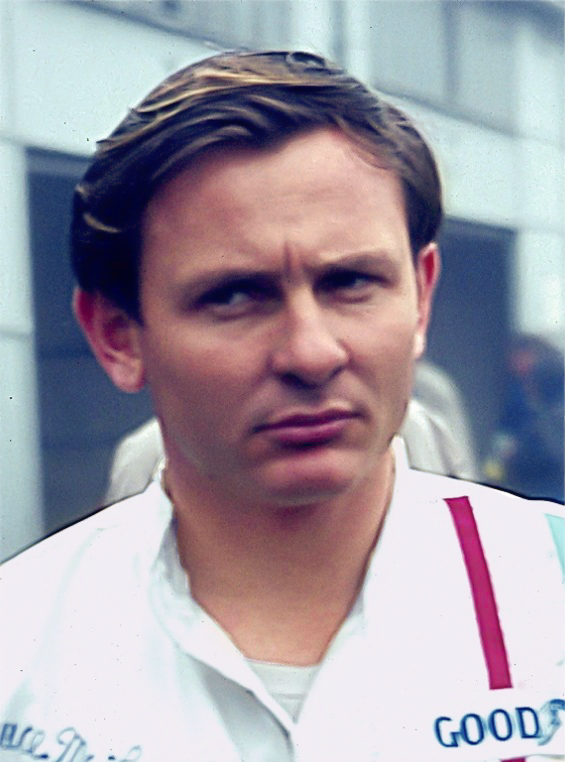
Bruce McLaren

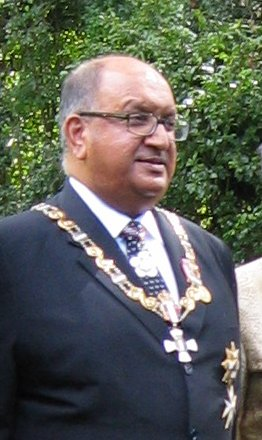
Anand Satyanand

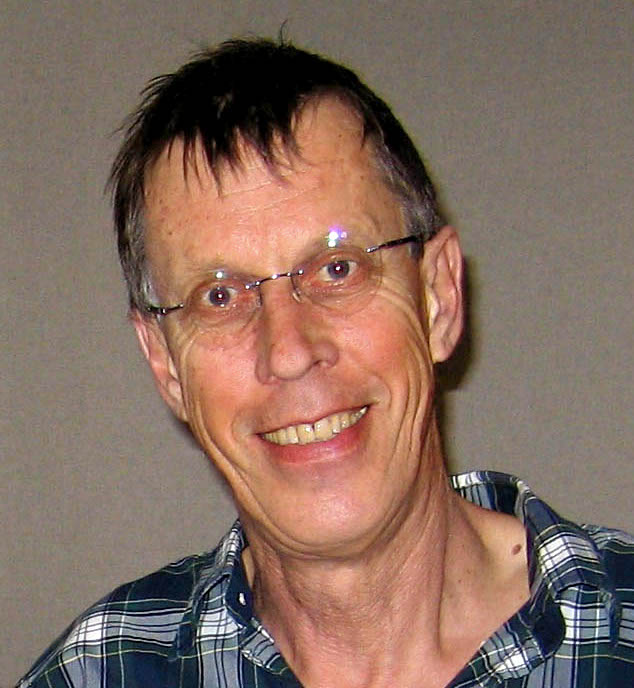
Bruce Spence

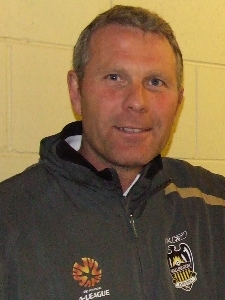
Ricki Herbert

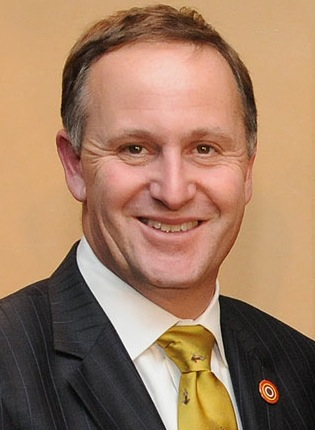
John Key

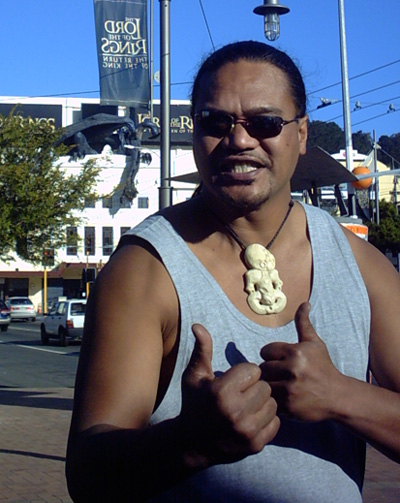
Lawrence Makoare

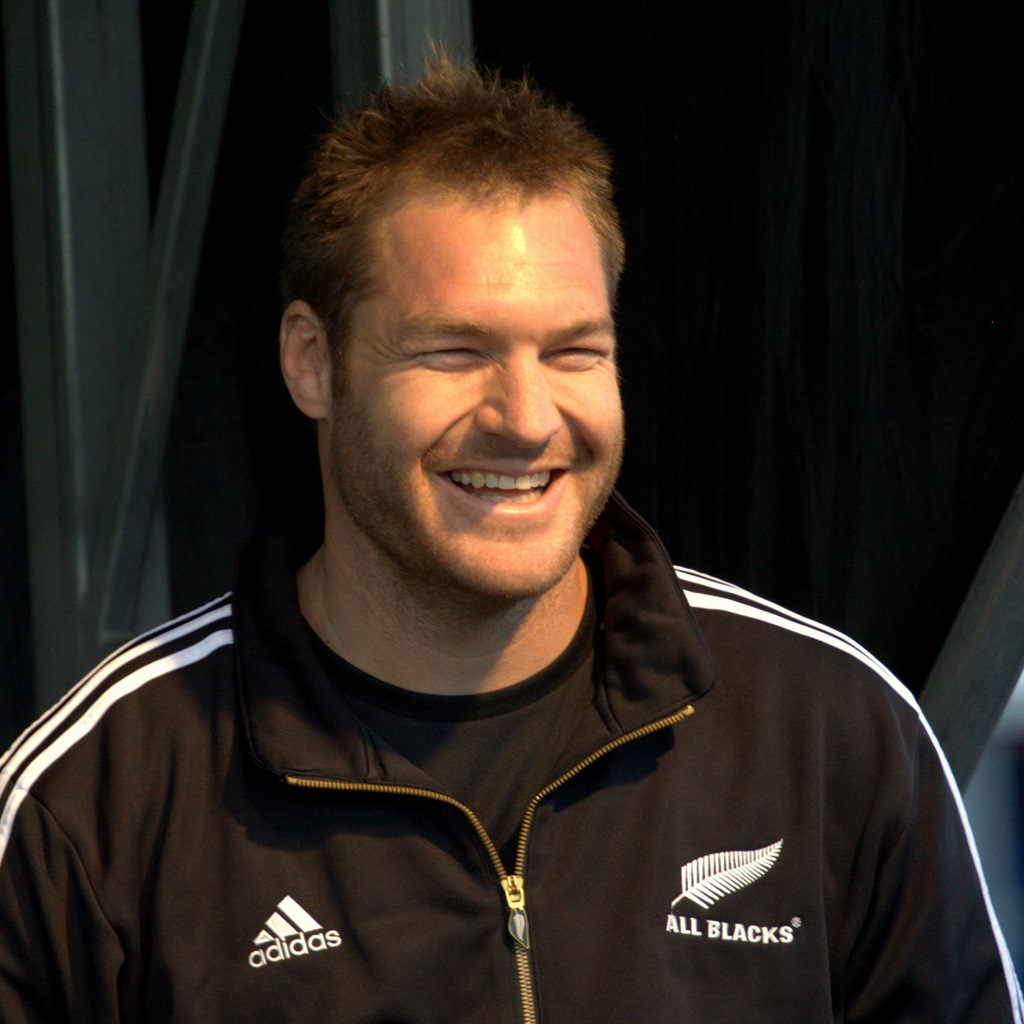
Ali Williams

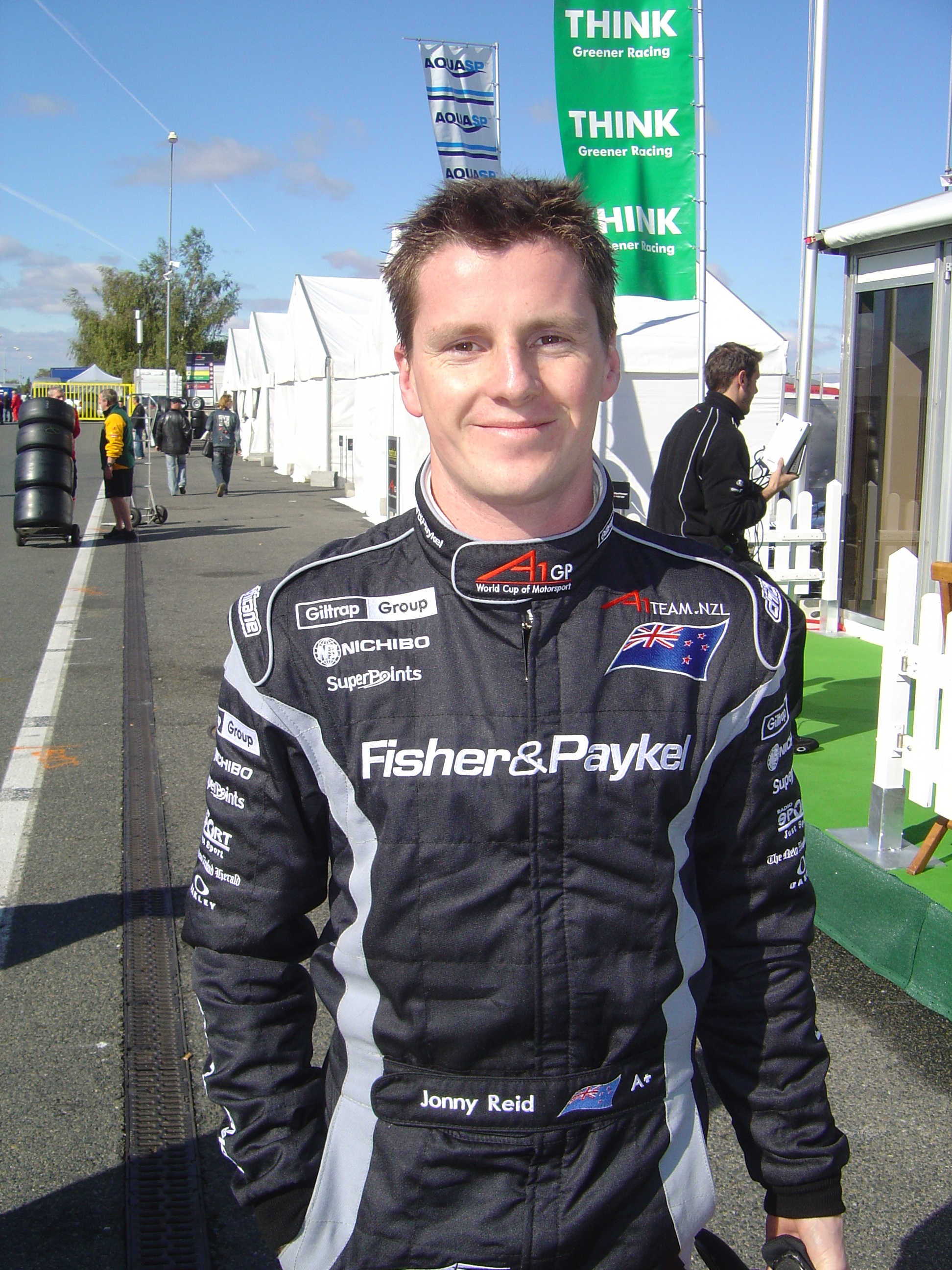
Jonny Reid

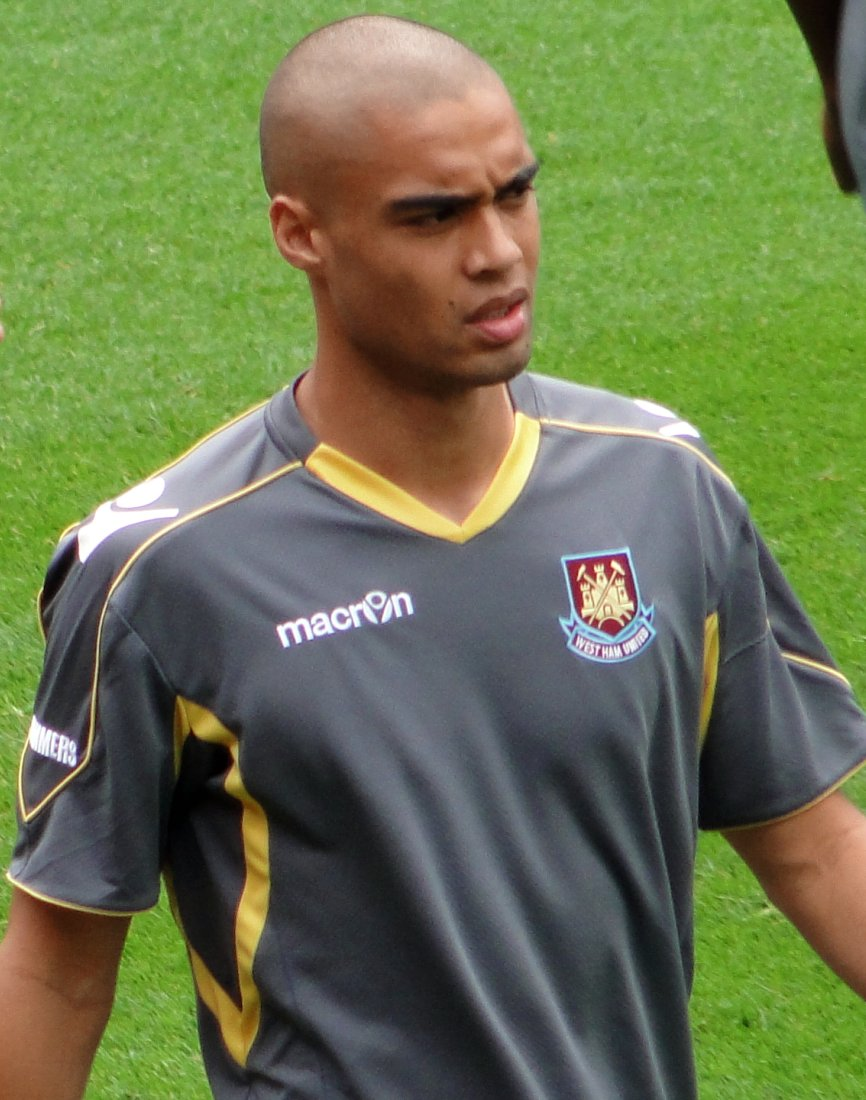
Winston Reid

### Bis 1900
- Margaret Bullock (1845–1903), Feministin, Suffragette, Autorin, Journalistin und Sozialreformerin
- Fanny Osborne (1852–1934), Illustratorin, auf botanische Darstellungen spezialisiert
- Bert Bailey (1868–1953), australischer Schauspieler, Schriftsteller und Theaterimpresario
- Ellen Elizabeth Ferner (1869–1930), Künstlerin, Fotografin, Friedensrichterin und sozial engagierte Frau
- Alice Woodward-Horsley (1871–1957), Ärztin, Anästhesistin, Bakteriologin und Pathologin
- Mabel Hill (1872–1956), Malerin
- Rosemary Frances Rees (1875–1963), Autorin, Schauspielerin, Theaterproduzentin und Dramatikerin
- Hilda Ross (1883–1959), Politikerin
- Hugh Walpole (1884–1941), Schriftsteller
- Kate Edgerley (1887–1939), Botanikerin und High-School-Lehrerin
- Sister Mary Leo (1895–1989), Nonne, katholischen Glaubens und Musik- und Gesangslehrerin

### 20. Jahrhundert

#### 1901 bis 1920
- Raymond Firth (1901–2002), Ethnologe
- Leslie Munro (1901–1974), Politiker, Diplomat und Journalist
- John Savidan (1902–1991), Langstreckenläufer
- Lois White (1903–1984), Malerin und Kunstlehrerin
- John Rae (1904–1979), Politiker
- Francis John Turner (1904–1985), Geologe und Petrologe
- Violet Walrond (1905–1996), Schwimmerin
- Keith Edward Bullen (1906–1976), Mathematiker, Geophysiker und Seismologe
- Arthur D. Trendall (1909–1995), klassischer Archäologe
- George Laking (1912–2008), Diplomat
- Ruth Mason (1913–1990), Botanikerin
- Evan Graham Turbott (1914–2014), Zoologe
- Rosalie Gascoigne (1917–1999), Künstlerin
- Arthur Lydiard (1917–2004), Leichtathletiktrainer
- Edmund Hillary (1919–2008), Bergsteiger

#### 1921 bis 1930
- Robert Muldoon (1921–1992), Politiker (National Party) und 31. Premierminister Neuseelands
- Rina Moore (1923–1975), Medizinerin
- David Ballantyne (1924–1986), Autor und Journalist
- D. P. O’Connell (1924–1979), Jurist
- Barbara Heslop (1925–2013), Immunologin und Hochschullehrerin
- Vivienne Cassie Cooper (1926–2021), Botanikerin und Planktologin
- John Holland (1926–1990), Leichtathlet
- Bruce Kent (1928–1979), Radrennfahrer
- William Liley (1929–1983), Gynäkologe und Geburtshelfer
- Cherry Wilder (1930–2002), Science-Fiction- und Fantasy-Autorin

#### 1931 bis 1940
- Catherine Tizard (1931–2021), Politikerin, Bürgermeisterin von Auckland-City und Generalgouverneurin von Neuseeland
- Fiona Campbell-Walter (* 1932), britisches Model
- John C. Butcher (* 1933), Mathematiker
- Neil Ritchie (1933–2017), Radrennfahrer
- Malcolm Simpson (1933–2020), Radrennfahrer
- Donald McIntyre (* 1934), Opernsänger
- Les Mills (* 1934), Kugelstoßer und Diskuswerfer
- Donal Smith (1934–2023), Mittelstreckenläufer
- Barry Crump (1935–1996), Schriftsteller
- Ralph Roberts (1935–2023), Segler
- Wilson Whineray (1935–2012), Rugby-Union-Spieler
- Hugh Anderson (* 1936), Motorradrennfahrer
- Donald Eagle (* 1936), Radrennfahrer
- Denis Browne (1937–2024), Bischof
- Roger Douglas (* 1937), Politiker
- Kenneth Keith (* 1937), Jurist
- Bruce McLaren (1937–1970), Automobilrennfahrer und Rennstallgründer
- Jim Anderton (1938–2018), Politiker
- Avis McIntosh (* 1938), Sprinterin und Hürdenläuferin
- John Sparling (* 1938), Cricketspieler
- Kel Tremain (1938–1992), Rugby-Union-Spieler
- Lewis Norman Mander (1939–2020), Chemiker
- Murray Watkinson (1939–2004), Ruderer
- Dave MacRae (* 1940), Pianist und Keyboarder
- Waka Nathan (1940–2021), Rugby-Union-Spieler, Nationalspieler Neuseelands und Präsident der Auckland RFU
- Beverly Weigel (* 1940), Weitspringerin und Sprinterin

#### 1941 bis 1950
- Kim Casali (1941–1997), Zeichnerin
- Ian Mune (* 1941), Schauspieler und Regisseur
- John Nicholson (1941–2017), Automobilrennfahrer
- Doreen Porter (* 1941), Sprinterin
- Gale Garnett (* 1942), Popmusiksängerin, Schauspielerin und Autorin
- Lisa Harrow (* 1943), Schauspielerin
- Anand Satyanand (* 1944), Politiker
- Pauline Gedge (* 1945), Schriftstellerin
- Bruce Spence (* 1945), australischer Schauspieler
- Tony Hurt (* 1946), Ruderer
- Susan Moller Okin (1946–2004), Philosophin und Frauenrechtlerin
- Alan Broadbent (* 1947), Jazzpianist, Arrangeur und Komponist
- Peter Blake (1948–2001), Sportsegler und Umweltschützer
- Murray Cheater (1947–2020), Leichtathlet
- Mark Paterson (1947–2022), Segler
- Paul Donoghue (* 1949), Bischof
- Bruce Farr (* 1949), Konstrukteur
- Michael Fay (* 1949), Bankier und Unternehmer
- Brenda Matthews (* 1949), Sprinterin und Hürdenläuferin
- Kevin Ryan (* 1949), Langstreckenläufer
- Pamela Stephenson (* 1949), Schauspielerin, Psychologin, Fernsehmoderatorin und Autorin
- Bryan Williams (* 1950), Rugby-Union-Spieler

#### 1951 bis 1960
- Jeffrey Archibald (* 1952), Hockeyspieler
- Chris Carter (* 1952), Politiker
- Mohan Patel (* 1952), Hockeyspieler
- Phil Goff (* 1953), Politiker
- Steve Millen (* 1953), Automobilrennfahrer
- Ramesh Patel (* 1953), Hockeyspieler
- Brian Houston (* 1954), Pastor
- Kim Sinclair (* 1954), Szenenbildner und Artdirector
- Anne Audain (* 1955), Mittel- und Langstreckenläuferin
- Peter Godman (1955–2018), Mittellateinischer Philologe und Historiker
- Phillip Mills (* 1955), Unternehmer und Leichtathlet
- Graeme Revell (* 1955), Industrial-Pionier und Komponist für Filmmusik
- Andrew Bennie (* 1956), Vielseitigkeitsreiter
- Allison Roe (* 1956), Marathonläuferin
- Julian Bethwaite (* 1957), australischer Konstrukteur
- Grant Dalton (* 1957), Profi-Segler
- Chris Lewis (* 1957), Tennisspieler
- Mike Richards (* 1958), Radrennfahrer
- Eugenie Sage (* 1958), Juristin, Journalistin, Umweltaktivistin und Politikerin
- Bill Farmer (* 1959), Automobilrennfahrer
- Jennifer Flay (* 1959), Kunsthistorikerin
- Kevin Lawton (* 1960), Ruderer
- Gavin Stevens (* 1960), Radrennfahrer

#### 1961 bis 1970
- Margaret Brimble (* 1961), Chemikerin und Hochschullehrerin
- Ricki Herbert (* 1961), Fußballspieler und -trainer
- John Key (* 1961), Politiker (New Zealand National Party), und 37. Premierminister Neuseelands
- Mike Thackwell (* 1961), Automobilrennfahrer
- Neil Cunningham (1962–2016), Automobilrennfahrer
- Brian Falkner (* 1962), Kinder- und Jugendbuchautor
- Nigel Atherfold (* 1963), Ruderer
- Sean Fitzpatrick (* 1963), Rugby-Union-Spieler
- Paul Leitch (* 1963), Radrennfahrer
- Kevin Smith (1963–2002), Filmschauspieler und Rockmusiker
- Phil Twyford (* 1963), Journalist und Politiker
- Andrew Hay (* 1964), Steuermann im Rudern
- John Kirwan (* 1964), Rugby-Union-Spieler
- Michael Jones (* 1965), Rugby-Union-Spieler
- Andrew Adamson (* 1966), Regisseur
- Gina Bellman (* 1966), Schauspielerin
- Jonathan Coleman (* 1966), Arzt und Politiker
- David Fane (* 1966), Schauspieler samoanischer Abstammung
- Craig Connell (* 1967), Radrennfahrer
- Paul Kingsman (* 1967), Schwimmer
- Stuart Williams (* 1967), Radrennfahrer
- Grant Bowler (* 1968), Schauspieler
- Lisa Chappell (* 1968), Schauspielerin und Sängerin
- Toni Jeffs (* 1968), Schwimmerin
- Lucy Lawless (* 1968), Schauspielerin, Filmproduzentin und Sängerin
- Lawrence Makoare (* 1968), Schauspieler
- Manu Bennett (* 1969), Schauspieler und Model
- Paula Bennett (* 1969), Politikerin
- Liza Hunter-Galvan (* 1969), Marathonläuferin
- Rachel Hunter (* 1969), Fotomodell und Schauspielerin
- Brett Steven (* 1969), Tennisspieler
- Chris Zoricich (* 1969), Fußballspieler
- Mark Atkinson (* 1970), Fußballspieler
- Aaron Jeffery (* 1970), Schauspieler
- Rhona Robertson (* 1970), Badmintonspielerin
- Paul Snowden (* 1970), Aktionskünstler und Designer
- Antonio Te Maioha (* 1970), Schauspieler

#### 1971 bis 1980
- Amy Adams (* 1971), Politikerin
- Jason Batty (* 1971), Fußballtorhüter und Torwarttrainer
- Hamish Carter (* 1971), Triathlet
- Helen Clarke (* 1971), Hockeyspielerin
- Paul Goldsmith (* 1971), Schriftsteller, Historiker und Politiker
- Ray Sefo (* 1971), Kampfsportler
- Joel Tobeck (* 1971), Schauspieler
- Cameron Brown (* 1972), Triathlet
- Sean Douglas (* 1972), Fußballspieler
- Nicholas Tongue (* 1973), Schwimmer
- Gavin Wilkinson (* 1973), Fußballspieler und -trainer
- Angela Marie Dotchin (* 1974), Model und Schauspielerin
- Beatrice Faumuina (* 1974), Diskuswerferin
- Stephen Gallagher (* 1974), Filmkomponist, Musikeditor und Sounddesigner
- Martin Henderson (* 1974), Schauspieler
- Mark Hunt (* 1974), Mixed-Martial-Arts-Kämpfer
- Kieren Hutchison (* 1974), Schauspieler
- Leilani Rorani (* 1974), Squashspieler
- Che Bunce (* 1975), Fußballspieler
- Danny Hay (* 1975), Fußballspieler
- Jonah Lomu (1975–2015), Rugby-Union-Spieler
- Callan Mulvey (* 1975), australischer Schauspieler
- Lianne Shirley (* 1975), Badmintonspielerin
- Dean O’Gorman (* 1976), Schauspieler
- Sarah Ulmer (* 1976), Radrennfahrerin
- Ivan Vicelich (* 1976), Fußballspieler
- Shane Chapman (* 1978), Thaiboxer und K-1-Kämpfer
- Noah Hickey (* 1978), Fußballspieler
- Kate Hooper (* 1978), australische Wasserballspielerin
- Doug Howlett (* 1978), Rugby-Union-Spieler
- Daniel Bedingfield (* 1979), Popsänger
- Aidan Burley (* 1979), britischer Politiker
- Matt Halliday (* 1979), Automobilrennfahrer
- Kristy Hill (* 1979), Fußballspielerin
- Daniel Vettori (* 1979), Cricketspieler
- Gavin Williams (* 1979), neuseeländisch-samoanischer Rugby-Union-Spieler
- Peeni Henare (* 1980), Politiker
- Chris Penk (* 1980), Politiker
- Jeremy Vennell (* 1980), Radrennfahrer

#### 1981 bis 1990

##### 1981
- Dwayne Cameron (* 1981), Schauspieler
- Samuel Holloway (* 1981), Komponist
- Daniel James (* 1981), Schauspieler und Synchronsprecher
- Jay Ryan (* 1981), Schauspieler
- Ali Williams (* 1981), Rugby-Union-Spieler

##### 1982
- Renee Flavell (* 1982), Badmintonspielerin
- Juliette Haigh (* 1982), Ruderin
- Anthony Tuitavake (* 1982), Rugby-Union-Spieler

##### 1983
- John Afoa (* 1983), Rugby-Union-Spieler
- Chris Rankin (* 1983), Schauspieler
- Jonny Reid (* 1983), Automobilrennfahrer
- Paul Williams (* 1983), neuseeländisch-samoanischer Rugby-Union-Spieler
- Dana Wilson (1983–2011), Rugby-League-Spieler

##### 1984
- Beth Allen (* 1984), Schauspielerin
- Wade Cunningham (* 1984), Automobilrennfahrer
- Todd Emerson (* 1984), Schauspieler und Intimitätskoordinator
- Fleur Saville (* 1984), Schauspielerin
- Rudi Wulf (* 1984), Rugby-Union-Spieler

##### 1985
- Rebecca Tegg (* 1985), Fußballspielerin

##### 1986
- Calum Gittins (* 1986), Schauspieler
- Campbell Grayson (* 1986), Squashspieler
- G. D. Jones (* 1986), Tennisspieler
- Gin Wigmore (* 1986), Sängerin und Songwriterin
- J. Williams (* 1986), R&B-Sänger
- Kirsty Yallop (* 1986), Fußballspielerin

##### 1987
- Lauren Boyle (* 1987), Schwimmerin
- Malcolm Hicks (* 1987), Langstreckenläufer
- Jaimee Kaire-Gataulu (* 1987), Schauspielerin
- Emma Kete (* 1987), Fußballspielerin
- Michael Northley (* 1987), Radrennfahrer
- Matthew Sillars (* 1987), Radrennfahrer
- Jose Statham (* 1987), Tennisspieler
- Mikal Statham (* 1987), Tennisspieler
- Anton Tennet (* 1987), Schauspieler
- Michael Venus (* 1987), Tennisspieler

##### 1988
- Danielle Barry (* 1988), Badmintonspielerin
- Michael Boxall (* 1988), Fußballspieler
- Sarah Major (* 1988), Schauspielerin und Synchronsprecherin
- Rose McIver (* 1988), Schauspielerin
- Francis Mossman (1988–2021), Schauspieler
- Nneka Okpala (* 1988), Dreispringerin
- Katie Perkins (* 1988), Cricketspielerin
- Cole Peverley (* 1988), Fußballspieler
- Winston Reid (* 1988), dänisch-neuseeländischer Fußballspieler

##### 1989
- Kevin Dennerly-Minturn (* 1989), Badmintonspielerin
- Amini Fonua (* 1989), tongaischer Schwimmer
- Shane van Gisbergen (* 1989), Automobilrennfahrer
- Natasha Hansen (* 1989), Radsportlerin
- Kirstie James (* 1989), Radsportlerin
- Julia Tilley (* 1989), Beachvolleyballspielerin

##### 1990
- Aaron Gate (* 1990), Radsportler
- Sacha Jones (* 1990), Tennisspielerin
- James Neesham (* 1990), Cricketspieler
- Finn Tearney (* 1990), Tennisspieler
- Myron Simpson (* 1990), Radsportler

#### 1991 bis 2000

##### 1991
- Annalie Longo (* 1991), Fußballspielerin
- Stefi Luxton (* 1991), Snowboarderin
- Stefan Marinovic (* 1991), Fußballtorhüter
- Sue Maroroa (1991–2023), Schachspielerin
- Ethan Mitchell (* 1991), Bahnradfahrer
- Olivia Tennet (* 1991), Schauspielerin
- Sam Webster (* 1991), Bahnradfahrer
- Chris Wood (* 1991), Fußballspieler

##### 1992
- Kwabena Appiah-Kubi (* 1992), australisch-neuseeländischer Fußballspieler
- Lance Beddoes (* 1992), Squashspieler
- Nikko Boxall (* 1992), neuseeländisch-samoanischer Fußballspieler
- Thomas Doyle (* 1992), Fußballspieler
- Maddy Green (* 1992), Cricketspielerin
- Diamond Langi (* 1992), Schauspielerin, Stylistin und Model
- Dylan Manickum (* 1992), neuseeländisch-simbabwischer Fußballspieler
- Edith Poor (* 1992), Schauspielerin
- Caitlin Regal (* 1992), Kanutin
- Brooke van Velden (* 1992), Politikerin

##### 1993
- Lockie Ferguson (* 1993), Cricketspieler
- Francesca Kirwan (* 1993), italienisch-neuseeländische Volleyball- und Beachvolleyballspielerin
- Danielle Quigley (* 1993), Volleyball- und Beachvolleyballspielerin
- Rosie White (* 1993), Fußballspielerin

##### 1994
- Michael Brake (* 1994), Ruderer
- Nick Cassidy (* 1994), Automobilrennfahrer
- Anthony Crum (* 1994), Schauspieler und Synchronsprecher
- Erica Dawson (* 1994), Seglerin
- Mitch Evans (* 1994), Automobilrennfahrer
- Jacko Gill (* 1994), Leichtathlet
- Arlene Kelly (* 1994), irisch-neuseeländische Cricketspielerin
- Max O’Dowd (* 1994), niederländischer Cricketspieler
- Chlöe Swarbrick (* 1994), Politikerin
- Jordan Vale (* 1994), neuseeländisch-niederländischer Fußballspieler

##### 1995
- Lauren Down (* 1995), Cricketspielerin
- Jessyka Ngauamo (* 1995), australische Volleyballspielerin
- Erin Routliffe (* 1995), Tennisspielerin
- Rose Stackpole (* 1995), australische Synchronschwimmerin
- Toni Storm (* 1995), Wrestlerin

##### 1996
- Sam Dakin (* 1996), Radsportler
- Michael den Heijer (* 1996), neuseeländisch-niederländischer Fußballspieler
- Andre de Jong (* 1996), Fußballspieler
- Maddison Keeney (* 1996), australische Wasserspringerin
- Yanni Wetzell (* 1996), deutsch-neuseeländischer Basketballspieler

##### 1997
- Myer Bevan (* 1997), neuseeländisch-kanadischer Fußballspieler
- William McKenzie (* 1997), Segler
- Roseanne Park (* 1997), K-Pop-Sängerin

##### 1998
- Elizabeth Anton (* 1998), Fußballspielerin
- Olivia Ray (* 1998), Radsportlerin

##### 1999
- Finn Allen (* 1999), Cricketspieler
- Cameron Brown (* 1999), Fußballtorhüter
- Claudia Bunge (* 1999), Fußballspielerin
- Alex Greive (* 1999), Fußballspieler
- Jacqui Hand (* 1999), Fußballspielerin
- Grace Jale (* 1999), neuseeländisch-fidschianische Fußballspielerin
- Malia Steinmetz (* 1999), Fußballspielerin
- Maddison-Lee Wesche (* 1999), Kugelstoßerin

##### 2000
- Imogen Ayris (* 2000), Stabhochspringerin
- George Ferrier (* 2000), Filmschauspieler
- Max Mata (* 2000), Fußballspieler
- Logan Ullrich (* 2000), Ruderer

### 21. Jahrhundert

#### 2001 bis 2010
- Connor Bell (* 2001), Diskuswerfer
- Edward Osei-Nketia (* 2001), Leichtathlet
- Indiah-Paige Riley (* 2001), Fußballspielerin
- Sam Sutton (* 2001), neuseeländisch-englischer Fußballspieler
- Ben Barclay (* 2002), Freestyle-Skier
- Ava Collins (* 2002), Fußballspielerin
- Liam Gillion (* 2002), Fußballspieler
- Oskar van Hattum (* 2002), Fußballspieler
- Ben Old (* 2002), Fußballspieler
- Alex Paulsen (* 2002), neuseeländisch-südafrikanischer Fußballtorhüter
- Tiger Tyson (* 2002), antiguanischer Kitesurfer
- Callum Hedge (* 2003), Rennfahrer
- Lewis Bower (* 2004), Radrennfahrer
- Fran Jonas (* 2004), Cricketspielerin
- Elyse Tse (* 2004), Tennisspielerin
- Tyler Bindon (* 2005), neuseeländisch-US-amerikanischer Fußballspieler
- Ethan Olivier (* 2005), Dreispringer
- Mikayla Smyth (* 2005), Skirennläuferin
- Vivian Yang (* 2005), Tennisspielerin
- Stipe Ukich (* 2007), neuseeländisch-kroatischer Fußballspieler

## Bekannte Einwohner von Auckland
- Barry Magee (* 1934), Leichtathlet

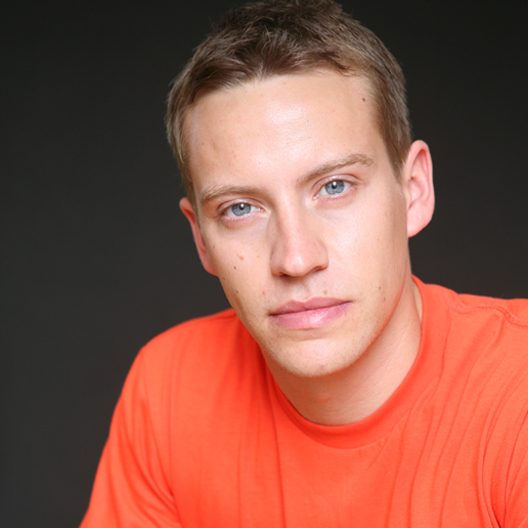
Jacob Tomuri

- David Lange (1942–2005), Politiker (Labour Party) und 32. Premierminister Neuseelands
- Jabez Bryce (1935–2010), Bischof
- Mike Ryan (* 1941), Langstreckenläufer
- Graeme Hart (* 1955), Unternehmer
- Ngila Dickson (* 1958), Kostümdesignerin
- Michael Hester (* 1972), Fußballschiedsrichter
- Jodie Rimmer (* 1974), Film- und Theater-Schauspielerin
- Celia Kuch (* 1978), deutsche Profi-Triathletin
- Jacob Tomuri (* 1979), Filmschauspieler und Stuntman
- Yazmeen Acikgoez-Baker (* 1979), Schauspielerin
- Jacinda Ardern (* 1980), Premierministerin
- Joe Rokocoko (* 1983), Rugby-Union-Spieler
- Lorde (* 1996), Musikerin
- K.J.Apa (* 1997), Schauspieler